# Hydromorfinol

Strukturformel för hydromorfinol.

Hydromorfinol, eller 14-hydroxydihydromorfin, är ett morfinderivat. Preparatet används inte som läkemedel i Sverige. Det har den kemiska summaformelnn C17H21NO4 och en molmassa på 303,35 g/mol.
Hydromorfinol utvecklades i Österrike under 1930-talet.
Substansen är narkotikaklassad och ingår i förteckningen N I i 1961 års allmänna narkotikakonvention, samt i förteckning II i Sverige.